# میلت نیل
میلت نیل (انگلیسی: Milt Neil؛ ۳۰ مهٔ ۱۹۱۴ – ۱۹ اکتبر ۱۹۹۷) پویانما، طراح عروسک و هنرمند کمیک استریپ اهل ایالات متحده آمریکا بود.
از فیلم‌ها یا مجموعه‌های تلویزیونی که وی در آن‌ها نقش داشته‌است، می‌توان به چهره پیشوا اشاره نمود.